# Galiameloen
De galiameloen is een kruising tussen een suikermeloen en een cantaloupe. Hij is groter dan de cantaloupemeloen en heeft een eigen smaak die meer in de buurt van de cantaloupe ligt. Het meest voorkomende gewicht is een kilo.
De galiameloen heeft meer vruchtvlees dan andere meloensoorten. Hij is zoet, net als andere meloenen. Een meloen wordt tijdig geplukt zodat, na transport naar een winkel, de rijpheid en het suikergehalte optimaal zijn. In de winkel kan een rijpe galiameloen herkend worden aan, onder andere, de kleur en een typische geur.
De vruchten kunnen bij kamertemperatuur bewaard worden, tenzij ze al in stukken gesneden zijn. Dan moeten ze in plastic verpakt worden en in de koelkast worden gelegd om de smaak te behouden.
Galiameloenen zijn niet moeilijk te kweken. Ze zijn ontwikkeld in Israël door de kweker Zvi Karchi. Deze meloenen groeien nu in Brazilië, Spanje, de zuidelijke staten van de Verenigde Staten, Costa Rica en Panama.